# Новосілки (Луцький район)
Новосі́лки — село в Україні, у Луцькому районі Волинської області. Входить до складу Горохівської міської громади. Колишній центр Новосілківської сільської ради. Населення становить 531 осіб.

## Географія
Село розташоване на лівому березі річки Липи.

## Історія
У 1906 році село Скобелецької волості Володимир-Волинського повіту Волинської губернії. Відстань від повітового міста 69 верст, від волості 15. Дворів 67, мешканців 522.
12 червня 2020 року, відповідно до розпорядження Кабінету Міністрів України № 708-р «Про визначення адміністративних центрів та затвердження територій територіальних громад Волинської області», село увійшло в склад Горохівської міської громади.
19 липня 2020 року, в результаті адміністративно-територіальної реформи та ліквідації Горохівського району, село увійшло до складу новоутвореного Луцького району.

## Населення
Згідно з переписом УРСР 1989 року чисельність наявного населення села становила 577 осіб, з яких 293 чоловіки та 284 жінки.
За переписом населення України 2001 року в селі мешкала 521 особа.

### Мова
Розподіл населення за рідною мовою за даними перепису 2001 року:
| Мова       | Відсоток |
| ---------- | -------- |
| українська | 99,06 %  |
| російська  | 0,75 %   |
| словацька  | 0,19 %   |